# 49 Camelopardalis
49 Camelopardalis, som är stjärnans Flamsteed-beteckning, är en ensam stjärna i den södra delen av stjärnbilden Giraffen, som också har variabelbeteckningen BC Camelopardalis. Den har en genomsnittlig skenbar magnitud på ca 6,50 och kräver åtminstone en handkikare för att kunna observeras. Baserat på parallaxmätning inom Hipparcosuppdraget på ca 10,4 mas, beräknas den befinna sig på ett avstånd på ca 313 ljusår (ca 96 parsek) från solen. Den rör sig bort från solen med en heliocentrisk radialhastighet på ca 6,5 km/s.

## Egenskaper
49 Camelopardalis är en blå till vit stjärna i huvudserien av spektralklass A7 Vp SrCrEuSiKsn. Den är en magnetisk, kemiskt speciell stjärna, som har överskott av olika element såsom strontium och europium, samt har breda, "diffusa" spektrallinjer. Den har en massa som är ca 1,9 solmassor, en radie som är ca 2,3 solradier  och utsänder ca 17 gånger mera energi än solen från dess fotosfär vid en effektiv temperatur på ca 7 700 K.
49 Camelopardalis är en roterande variabel av Alfa2 Canum Venaticorum-typ (ACV), som varierar mellan visuell magnitud +6,47 och 6,51 med en period av 4,28679 dygn. Magnetfältet kring stjärnan visar en relativt komplex struktur i kombination med distinkta överskottsmönster över ytan.